# Elena Efrem
Elena Efrem (* 20. Februar 1969 in Nikosia) ist eine zyprische Juristin. Seit 2023 ist sie Richterin am Anótato Dikastírio Kýprou, dem Obersten Gerichtshof der Republik Zypern.

## Leben und Wirken
Nach ihrem Schulabschluss 1986 in ihrer Geburtsstadt Nikosia studierte Efrem Rechtswissenschaften an der englischen University of East Anglia in Norwich. Dort schloss sie 1989 ihr Studium mit dem Erwerb des Bachelor Laws ab und wurde im folgenden Jahr bei der Gray’s Inn zur englischen Anwaltschaft zugelassen. 1991 erwarb sie am King’s College London den Titel Master of Laws. Ein Jahr später kehrte sie nach Zypern zurück und wurde auch dort zur Anwaltschaft zugelassen. In den folgenden Jahren praktizierte sie als angestellte Rechtsanwältin in einer Rechtsanwaltskanzlei in Nikosia. 1997 trat Efrem in den zyprischen Justizdienst ein und wurde zunächst am Bezirksgericht von Larnaka eingesetzt. Nach einer Station beim Bezirksgericht von Nikosia ab 2000 wechselte sie 2006 an den Assize Court von Nikosia. 2009 kehrte sie für ein Jahr an das Bezirksgericht von Larnaka zurück, wurde aber bereits 2010 als Vorsitzende Richterin an das Bezirksgericht von Limassol versetzt. 2013 wechselte sie als Vorsitzende Richterin an den Assize Court von Nikosia und wurde 2016 Präsidentin dieses Gerichts. 2023 wurde sie zur Richterin am Obersten Gerichtshof der Republik Zypern gewählt.
Efrem unternahm bislang drei erfolglose Versuche, als Richterin an den Europäischen Gerichtshof für Menschenrechte gewählt zu werden: 2007 unterlag sie bei der Wahl George Nicolaou und nach dessen Ausscheiden im Januar 2016 Georgios Serghides. Dessen Amtszeit sollte planmäßig am 17. April 2025 enden; allerdings wurde die Liste potentieller Nachfolger, auf der sich abermals Efrem befand, von der für die Wahl zuständigen Parlamentarischen Versammlung des Europarates komplett zurückgewiesen.